# Het offer (film)
Het offer (Zweeds: Offret) is een Zweedse dramafilm uit 1986 onder regie van Andrej Tarkovski. De film is geïnspireerd op het werk van Ingmar Bergman. Het is de laatste film die Tarkovski heeft geregisseerd tot zijn dood in december 1986.

## Verhaal
Door een immens en persoonlijk offer kan een atoomoorlog worden vermeden. De film stelt het gebrek aan een spiritueel bewustzijn bij de moderne mens aan de kaak. Toch wordt dit spiritualisme in de film nooit direct geduid. Eerst bestaat het in de vorm van een IJslandse dienstmeid, daarna als het zieke kind van het hoofdpersonage. Voor het hoofdpersonage is het persoonlijke geloof in het hogere de enige drijfveer.

## Rolverdeling
| Acteur             | Personage |
| ------------------ | --------- |
| Erland Josephson   | Alexander |
| Susan Fleetwood    | Adelaide  |
| Allan Edwall       | Otto      |
| Tommy Kjellqvist   | Jongetje  |
| Guðrún Gísladóttir | Maria     |
| Sven Wollter       | Viktor    |
| Valérie Mairesse   | Julia     |
| Filippa Franzén    | Marta     |